# Багателия, Лука Рафаэлевич
Лу́ка Рафаэ́левич Багате́лия (род. 29 июня 2004, Уфа) —  российский и абхазский футболист, полузащитник клуба «Факел».

## Биография
Родился в Уфе. В 15 лет стал заниматься футболом в школе клуба «Рица».
В 2020 году перешёл в основную команду. В составе «Рицы» в 2021 году стал лучшим молодым игроком чемпионата Абхазии, а в 2022 году лучшим полузащитником.
22 февраля 2023 года перешёл в ставропольское «Динамо». 10 марта 2023 года дебютировал во Второй лиге в матче против клуба «Ессентуки».
29 января 2024 года на правах свободного агента присоединился к «Факелу». 7 апреля 2024 года дебютировал в РПЛ в матче против московского ЦСКА.
4 декабря 2024 года был арендован ульяновской «Волгой». В сезоне 2024/25 стал серебряным призёром Второй лиги (дивизион «А»).

### Семья
- Багателия, Рафаэль Леванович — отец, футболист и тренер.

## Статистика выступлений
| Выступление         | Выступление       | Выступление      | Лига | Лига | Кубки | Кубки | Итого | Итого |
| Клуб                | Лига              | Сезон            | Игры | Голы | Игры  | Голы  | Игры  | Голы  |
| ------------------- | ----------------- | ---------------- | ---- | ---- | ----- | ----- | ----- | ----- |
| Динамо (Ставрополь) | Вторая лига       | 2022/23          | 13   | 2    | 0     | 0     | 13    | 2     |
| Динамо (Ставрополь) | Вторая лига («Б») | 2023             | 19   | 1    | 2     | 0     | 21    | 1     |
| Динамо (Ставрополь) | Итого             | Итого            | 32   | 3    | 2     | 0     | 34    | 3     |
| Факел               | РПЛ               | 2023/24          | 3    | 0    | 0     | 0     | 3     | 0     |
| Факел               | РПЛ               | 2024/25          | 0    | 0    | 5     | 0     | 5     | 0     |
| Факел               | Итого             | Итого            | 3    | 0    | 5     | 0     | 8     | 0     |
| → Волга (Ульяновск) | Вторая лига («А») | 2024/25          | 14   | 2    | 0     | 0     | 14    | 2     |
| → Волга (Ульяновск) | Итого             | Итого            | 14   | 2    | 0     | 0     | 14    | 2     |
| Всего за карьеру    | Всего за карьеру  | Всего за карьеру | 49   | 5    | 7     | 0     | 56    | 5     |

## Достижения
«Волга» (Ульяновск)
- Серебряный призёр Второй лиги (дивизион «А»): 2024/25